# Étel

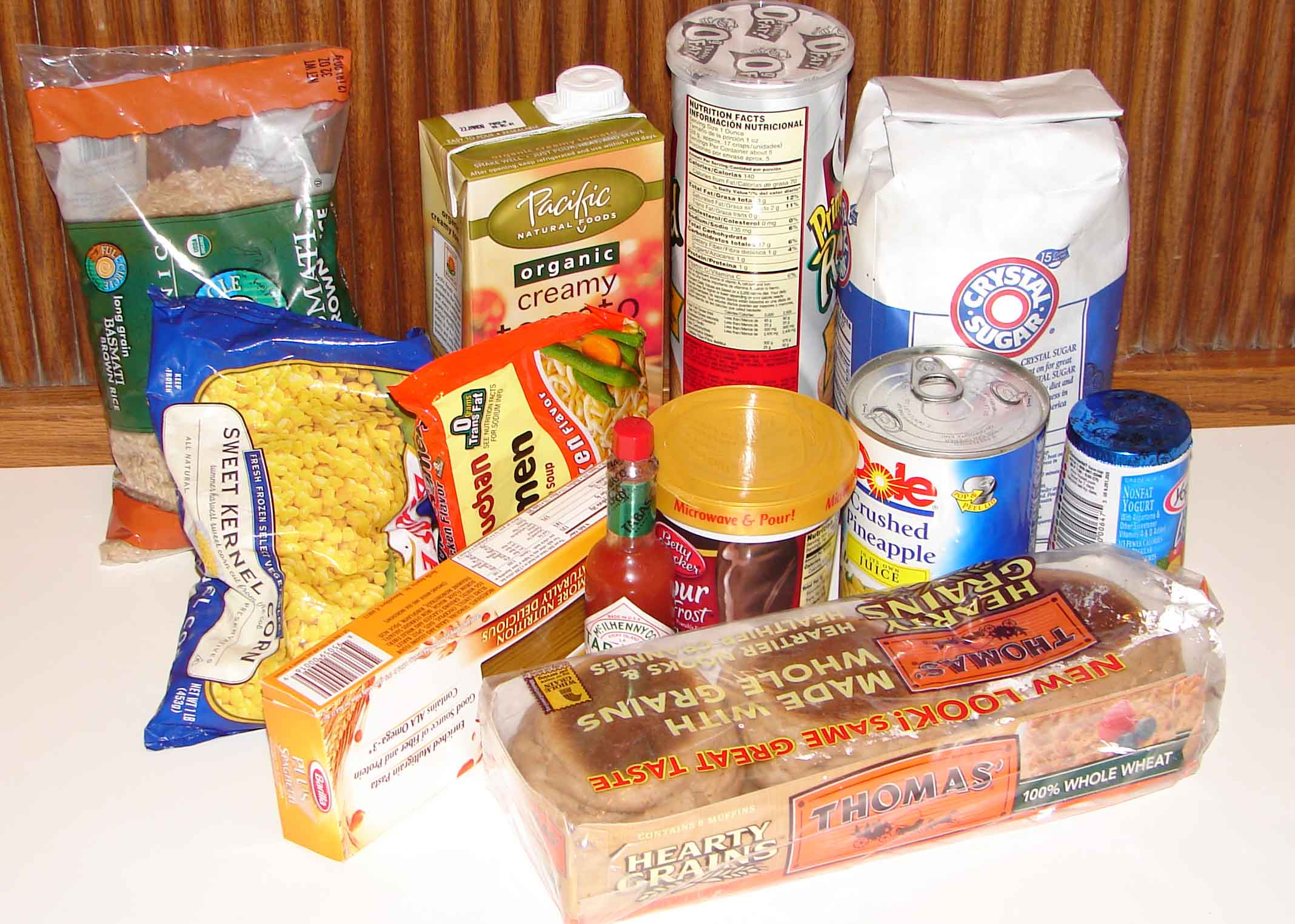
Csomagolt élelmiszerek

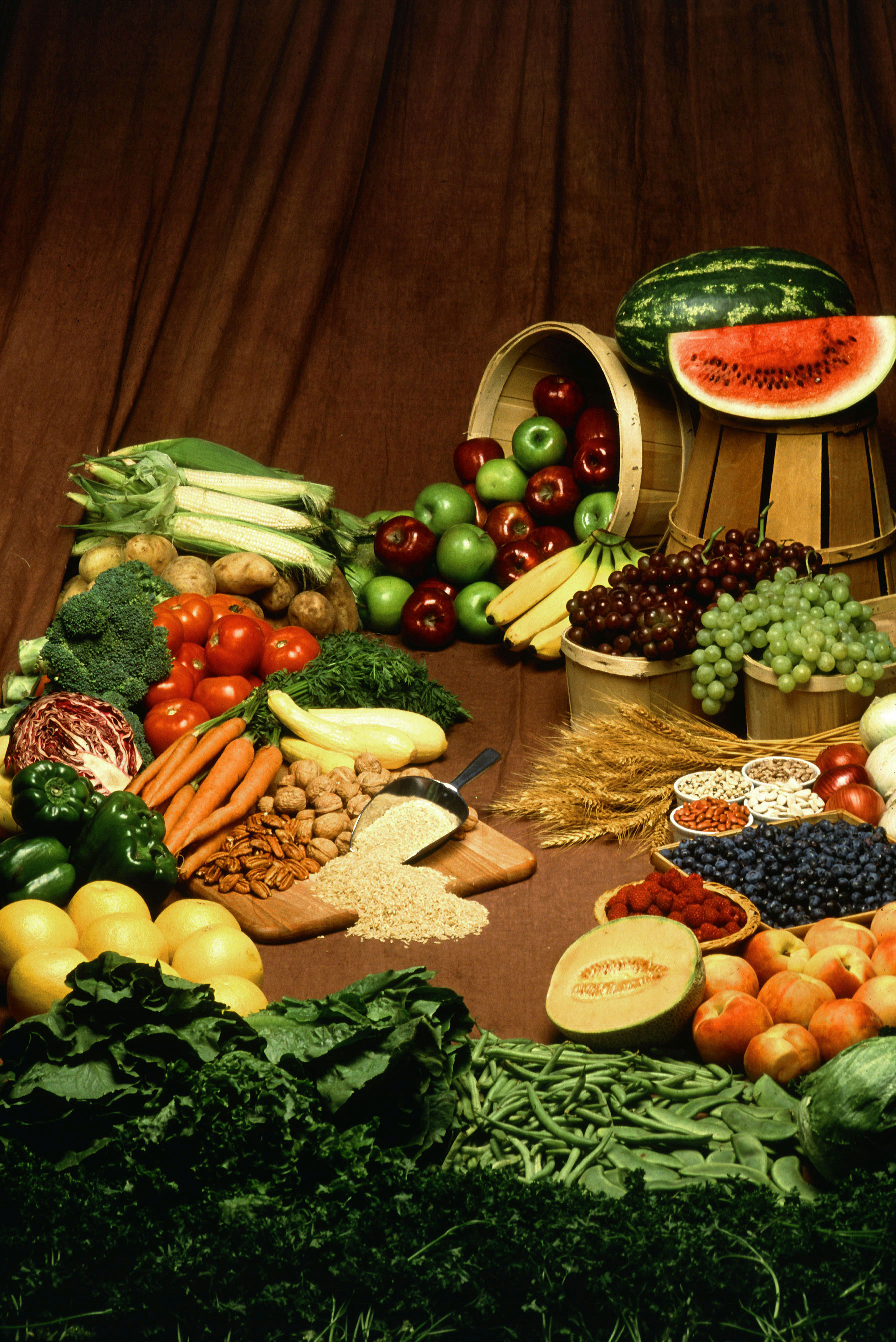
Növényi eredetű élelmiszerek

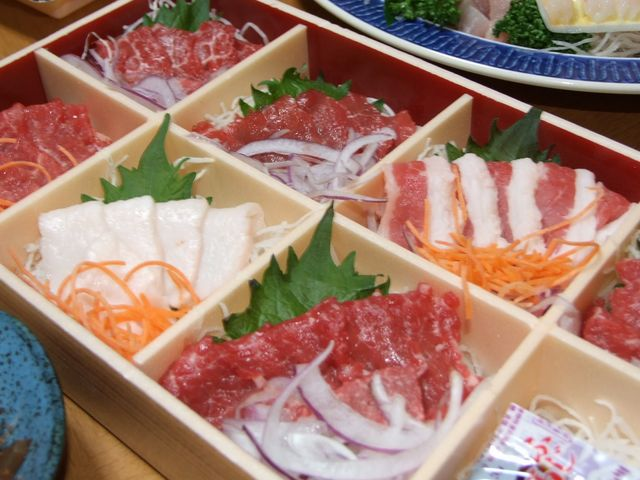

Az étel általában fehérjéből, zsírokból, szénhidrátból, vitaminokból, és ásványokból álló anyag, melyet az élő szervezet a létfenntartáshoz, a növekedéshez és a test energiával való ellátásához használ fel. Az étel lehet növényi és állati eredetű, nyers és konyhatechnológiai eljárásokkal feldolgozott.
Az ételek elsődleges forrása az emberiség történelmében hagyományosan a vadászat, halászat, a gyűjtögető életmód és a földművelés volt, a modern korban elsősorban a nagyüzemi élelmiszeripar szolgáltatja az ételek túlnyomó többségét.
Az élelemhez való jog az alapvető emberi jogok közé tartozik, melyet 1948-ban, az emberi jogok egyetemes nyilatkozatában rögzítettek.

## Élelemforrások
Az élelem nagy részét a növények és állatok alkotják. A világ minden táján az alapvető élelmiszerek közé tartoznak a gabonafélék; a kukorica, a búza és a rizs fajtái a világ gabonatermelésének 87%-át adják. A növényi élelemforrások közé tartoznak még a különféle magvak (például a hüvelyes növények magvai, mint a borsó, a főzeléklencse vagy a szójabab és az olajos magvak, mint a napraforgómag), a gyümölcsök és zöldségfélék. Egyes, biológiai besorolásuk szempontjából gyümölcsnek számító növényfélét felhasználásuk szempontjából zöldségnek is tekintenek, ilyen például a paradicsom, a sütőtök vagy a padlizsán. Az állati eredetű élelmiszerek közé tartoznak a különféle húsok és húskészítmények, a tejtermékek, a különféle madarak tojásai, de ide sorolható a méhek által gyűjtött méz is. Az élelemforrások közé tartoznak továbbá az ehető gombák is.
Egyes gomba- és baktériumfajokat felhasználnak az ételek (és italok) fermentálására, így készül például a sör, a bor, a savanyú káposzta és a kovászos uborka. Ugyancsak baktériumok és gombák segítségével készítik a különféle joghurtokat, és a kenyérkészítéshez elengedhetetlen élesztőt. A cianobaktériumok egyes fajait vízkultúrákban tenyésztik táplálékkiegészítő és állati takarmány készítése céljából; ételek készítéséhez már az aztékok is felhasználták őket. Az ételkészítés során felhasználnak még szervetlen anyagokat is, mint például a szódabikarbóna vagy a monokálium-tartarát.

## Elkészítési módok
A zöldség- és gyümölcsfélék, illetve egyes húsféleségek nyersen is fogyaszthatóak, a legtöbbször azonban az ételeket valamilyen formában feldolgozva fogyasztják. A legalapvetőbb feldolgozási forma lehet például a tisztítás, szeletelés és a fűszerezés. Egyes ételeket készíthetik főzéssel, hűtéssel, turmixolással, fermentálással, sütéssel és kombinálhatják más ételekkel. A háztartásokban az ételeket általában a konyhában készítik el. A feldolgozási eljárások egy része az íz fokozására vagy az esztétikai látvány javítására irányul. Az élelem elkészítési, feldolgozási eljárásai kultúránként változóak lehetnek.
Egyes kultúrákban megszokott a nyers ételek fogyasztása, a japán konyhában ilyen ételek például a szusi egyes fajtái vagy a nyers hússzeletekből készülő különféle szasimik.

## Élelmiszeripari feldolgozás
A legalapvetőbb, nem háztartásbeli feldolgozás jelentheti például a hentesnél vásárolt húst, a bonyolultabb eljárásokkal készülő csomagolt ételeket azonban az élelmiszeripari cégek gyárakban állítják elő.
A legkorábbi feldolgozási technikák közé tartozik a szárítás, a savanyítás, a sózás, a fermentálás, a fagyasztás, a pácolás és a füstölés. Az ipari jellegű élelmiszerkészítés a 19. századi ipari forradalom idején jelent meg. A nagyüzemi gyártás lehetővé tette a kiszolgáló személyzettel nem rendelkező tömegek számára az olcsó és kevésbé időigényes ételhez jutást.
A 21. században az élelmiszeripart nemzetközi óriáscégek irányítják, amelyek széles körben ismert márkák tulajdonosai, de kisebb, helyi jellegű cégek is foglalkoznak élelmiszergyártással. Az élelmiszeripar is felhasználja az elérhető legmodernebb technológiát, mely lehetővé teszi a biztonságosabb, gyorsabb és olcsóbb feldolgozást, csomagolást és szállítást.

## Fordítás
- Ez a szócikk részben vagy egészben  a   Food című angol Wikipédia-szócikk fordításán alapul.  Az eredeti cikk szerkesztőit annak laptörténete sorolja fel. Ez a jelzés csupán a megfogalmazás eredetét és a szerzői jogokat jelzi, nem szolgál a cikkben szereplő információk forrásmegjelöléseként.